# 마르쿠스 베리
마르쿠스 베리(스웨덴어: Marcus Berg, 1986년 8월 17일 ~ )는 스웨덴의 전 축구 선수로, 스트라이커로 활약했다. 그의 형인 요나탄 베리도 축구 선수로 활약했다.

## 축구인 경력

### 선수 경력
2005년 만 18세의 나이로 그의 형인 요나탄 베리와 함께 IFK 예테보리의 1군 팀에 합류하였다. 2007 시즌 리그 17경기에 출전하여 14골을 기록하는 굉장한 활약을 바탕으로 2007년 8월 FC 흐로닝언으로 이적하였다. 시즌 중반 이적했음에도 그가 기록한 14득점은 2007 시즌이 종료될 때까지 1위를 유지하였고 2007 알스벤스칸 득점 랭킹 1위를 기록하였다. 흐로닝언에서의 데뷔 시즌인 2007-08 시즌 리그 25경기에 출전하여 15골을 기록하며 루이스 알베르토 수아레스의 공백을 훌륭하게 메워냈고 2008-09 시즌엔 31경기 출전 17골을 기록하였고 로다 JC와의 경기에서는 4골을 기록하기도 하였다.
2009년 7월 17일 흐로닝언 역사상 최고 이적료 기록을 세우며 함부르거 SV로 이적하였다. 이적료는 공개되지 않았으나 10,500,000유로로 추정되고 있다. 2009-10 시즌 도르트문트와의 경기에 교체 투입되며 데뷔전을 가졌고 이 경기에서 출전 3분 만에 데뷔골을 터뜨렸다. 2010-11 시즌을 앞두고 PSV 에인트호번으로 임대 이적하였고 1시즌 간 리그 25경기에 출전하여 8골을 기록하였다.
2013년 6월 8일, 파나티나이코스 FC로 이적하며 4년 계약을 맺었다. 그리스 컵 결승에서 해트트릭을 기록하는 등 맹활약하며 첫 시즌에 리그 15골로 득점 랭킹 2위에 올랐다.